# 外交部領事事務局
外交部領事事務局（簡稱領事局）是中華民國外交部所屬機關，成立於1992年，主要業務為核發中華民國護照、辦理外國護照簽證、文件證明、提供出國旅遊參考資訊及旅外國人急難救助服務，是外交部為民服務的窗口。

## 組織
- 局長
  - 副局長（兩人）
    - 主任秘書

下設四室、四組、三小組、五辦事處：

### 室（局內行政事務）
- 秘書室
- 主計室
- 人事室
- 政風室

### 組
- 護照行政組：負責中華民國國民之護照行政業務。
- 簽證組：負責外國護照的外交、禮遇、居留及停留等簽證業務。
- 文件證明組：負責文件證明業務、旅外國人急難救助之協調聯繫及綜合僑務。
- 護照製發服務組：受理中華民國護照的申請、核發與護照各項加簽業務。

### 小組（任務編制）[1][2]
- 國會聯絡組：負責國會協調聯繫及服務業務。
- 資訊小組：負責綜理規劃電腦與資訊業務。
- 法制小組：負責領務相關法令規章之研擬修訂、解釋、審議及法制作業事項。

### 辦事處
- 臺灣桃園國際機場辦事處：專門辦理外籍人士落地簽證業務及旅外國人急難救助聯繫。
- 外交部中部辦事處：位於臺中市南屯區行政院中部聯合服務中心，辦理護照、簽證、文件證明等領務事務，公眾外交及與各國駐華分支機構之聯繫等。
- 外交部雲嘉南辦事處：位於嘉義市東區行政院雲嘉南區聯合服務中心，業務內容同上。
- 外交部南部辦事處：位於高雄市苓雅區行政院南部聯合服務中心，業務內容同上。
- 外交部東部辦事處：位於花蓮縣花蓮市行政院東部聯合服務中心，業務內容同上。

## 歷任局長
| 任別 | 姓名   | 就職時間   | 卸任時間   |
| ---- | ------ | ---------- | ---------- |
| 9    | 陳經銓 | 2010年9月  | 2013年9月  |
| 10   | 龔中誠 | 2013年9月  | 2016年9月  |
| 11   | 陳華玉 | 2016年9月  | 2017年12月 |
| 代理 | 鍾文正 | 2017年12月 | 2018年1月  |
| 12   | 陳俊賢 | 2018年1月  | 2020年1月  |
| 13   | 葉非比 | 2020年1月  | 2023年1月  |
| 14   | 何震寰 | 2023年1月  | 2025年2月  |
| 15   | 鄭正勇 | 2025年6月  | 現任       |

## 法規連結
- 外交部組織法 （页面存档备份，存于）.全國法規資料庫.民國 111 年 01 月 19 日
- 外交部領事事務局組織法 （页面存档备份，存于）.全國法規資料庫.民國 100 年 11 月 14 日
- 外交部領事事務局組織條例 （页面存档备份，存于）.全國法規資料庫.民國 81 年 01 月 22 日
- 維也納領事關係公約 （页面存档备份，存于）.全國法規資料庫.民國 52 年 04 月 24 日
- 外交部領事事務局組織法 （页面存档备份，存于）.全國法規資料庫.民國 100 年 11 月 14 日
- 外交部領事事務局處務規程 （页面存档备份，存于）.全國法規資料庫.民國 101 年 08 月 23 日
- 駐外外交領事人員任用條例 （页面存档备份，存于）.全國法規資料庫.	民國 107 年 01 月 17 日

## 外部連結
- 外交部領事事務局 （页面存档备份，存于）（繁體中文）（英文）
- YouTube上的外交部領事事務局頻道
- 外交部領事事務局在Flickr上的页面